# Xã 7, Quận Pratt, Kansas
Xã 7 (tiếng Anh: Township 7) là một xã thuộc quận Pratt, tiểu bang Kansas, Hoa Kỳ. Năm 2010, dân số của xã này là 314 người.